# Copris mesacanthus
Copris mesacanthus là một loài bọ cánh cứng trong họ Bọ hung (Scarabaeidae).